# Фачинелли, Питер
Пи́тер Фачине́лли (англ. Peter Facinelli; род. 26 ноября 1973, Куинс, Нью-Йорк, США) — американский актёр и режиссёр, наиболее известный по ролям: Донована («Вана») Рэя в сериале «Криминальные гонки», Карлайла Каллена в фильме «Сумерки» и доктора Фитча Купера по прозвищу «Доктор Куп» в телесериале «Сестра Джеки».

## Биография и карьера
Питер Фачинелли родился 26 ноября 1973 года в Нью-Йорке, в семье американцев итальянского происхождения. У него также есть три старшие сестры.
Учился в школе искусств «Tisch School of the Arts» при Нью-Йоркском университете, а также в школе актёрского мастерства при «Atlantic Theater Company». Его учителями были знаменитые актёры Уильям Мэйси, Фелисити Хаффман, Джанкарло Эспозито и Кэмрин Мангейм.
Он дебютировал на экране в 1995 году, появившись в фильме Ребекки Миллер «Анджела». В том же году Фачинелли можно было увидеть в драме «Цена любви», а годом позже — в триллере «Незаконченный роман» (на съемках которого актёр познакомился с будущей женой Дженни Гарт).
В 1997 году Фачинелли исполнил одну из главных ролей в мелодраме «Прикоснись ко мне», а в 1999 — в драме «Большая сделка», наряду с такими актёрами, как Кевин Спейси и Денни ДеВито.
В 2001 году актёра можно было увидеть в биографическом фильме «Сильная женщина» с Дрю Бэрримор, а в 2002 году — в приключенческом фэнтези «Царь скорпионов».
Наиболее известной ролью Питера стала роль Карлайла Каллена в серии фильмов «Сумерки», снятых по романам Стефани Майер. Кроме того, у актёра были повторяющиеся роли в телесериалах «Криминальные гонки» и «Сестра Джеки».
Помимо актёрства, Питер Фачинелли также является режиссёром. В 2020 году в мировой прокат вышел детектив Фачинелли «Час истины», снятый по его же сценарию. Главные роли в фильме исполнили Энн Хеч и Томас Джейн. У супругов бесследно исчезает дочь, и полиция оказывается бессильна в её поисках. Однако, герои намерены сами разобраться в случившемся и не остановятся ни перед чем.

## Личная жизнь
В 1995 году на съёмках фильма «Незаконченная любовь» Питер познакомился с Дженни Гарт. Дженни на тот момент была ещё замужем, но уже не жила с мужем. 
Я пыталась добиться развода, что было не очень-то легко.
Потом Дженни узнала, что беременна. Актёры поженились 20 января 2001 года. У них есть три дочери: Лука Белла Фачинелли (род.30.06.1997), Лола Рэй Фачинелли (род.06.12.2002), Фиона Ив Фачинелли (род.30.09.2006).
В 2012 году актёры решили расстаться. 28 марта 2012 года Питер подал на развод, указав датой расставания 1 января 2012 года, а причиной решения «непримиримые разногласия», сама же Дженни призналась, что в течение последних нескольких лет они безуспешно пытались сохранить брак.
С 2012 года встречался с актрисой Джейми Александер, известной по роли Сиф в фильмах «Тор» и «Тор 2: Царство тьмы». В феврале 2016 года пара рассталась.
В 2019 году обручился с актрисой Лили Энн Харрисон. 5 сентября 2022 года у пары родился сын Джек Купер Фачинелли.

## Фильмография
| Год          |     | Русское название                    | Оригинальное название                  | Роль                         |
| ------------ | --- | ----------------------------------- | -------------------------------------- | ---------------------------- |
| 1995         | ф   | Цена любви                          | The Price of Love                      | Бретт                        |
| 1995         | ф   | Анжела                              | Angela                                 | Люцифер                      |
| 1995—1995    | с   | Закон и порядок                     | Law & Order                            | Шейн Саттер                  |
| 1996         | ф   | После бури                          | Calm at Sunset, Calm at Dawn           | Джеймс Пфайфер               |
| 1996         | ф   | После Джимми                        | After Jimmy                            | Джимми Стэпп                 |
| 1996         | ф   | Ложный огонь                        | Foxfire                                | Итан Биксби                  |
| 1996         | ф   | Незаконченная любовь                | An Unfinished Affair                   | Рик Коннор                   |
| 1997         | ф   | Прикоснись ко мне                   | Touch Me                               | Бейл                         |
| 1998         | ф   | Рассказывая тебе                    | Telling You                            | Фил                          |
| 1998         | ф   | Добро пожаловать в Голливуд         | Welcome to Hollywood                   | актёр                        |
| 1998         | ф   | Не могу дождаться                   | Can't Hardly Wait                      | Майк Декстер                 |
| 1998         | ф   | Дэнсер, Техас, население 81 человек | Dancer, Texas Pop. 81                  | Террелл Ли Ласк              |
| 1999         | ф   | Конец невинности                    | Blue Ridge Fall                        | Дэнни Шепард                 |
| 1999         | ф   | Большая сделка                      | The Big Kahuna                         | Боб Уокер                    |
| 2000         | ф   | По-честному                         | Honest                                 | Дэниел Уитон                 |
| 2000         | ф   | Канатный двор                       | Ropewalk                               | Чарли                        |
| 2000         | ф   | Сверхновая                          | Supernova                              | Карл Ларсон                  |
| 2001         | ф   | Сильная женщина                     | Riding in Cars with Boys               | Томми Батчер                 |
| 2001         | ф   | Соблазнитель                        | Tempted                                | Джимми Мьюлейт               |
| 2001         | ф   | Приземление Ренни                   | Stealing Time                          | Алек Николс                  |
| 2002—2003    | с   | Криминальные гонки                  | Fastlane                               | Донован Рэй («Ван»)          |
| 2002         | ф   | Царь скорпионов                     | The Scorpion King                      | Такмет                       |
| 2003—2005    | с   | Клиент всегда мёртв                 | Six Feet Under                         | Джимми                       |
| 2005         | ф   | Пенный эффект                       | The Lather Effect                      | Дэнни                        |
| 2005         | ф   | Трудные дети                        | Enfants terribles                      | Кёртис                       |
| 2006         | ф   | Невидимка 2                         | Hollow Man 2                           | Фрэнк Тёрнер                 |
| 2006         | ф   | Коснуться вершины мира              | Touch the Top of the World             | Erik Weihenmayer             |
| 2006         | ф   | Изгиб                               | Arc                                    | Пэрис Притчерт               |
| 2007—2007    | с   | Схватка                             | Damages                                | Грегорий Малина              |
| 2007         | ф   | Лили                                | Lily                                   | The Man                      |
| 2007         | кор | Этот парень                         | That Guy                               | Джек                         |
| 2007         | кор | Битва «Олимпия»                     | Battle Olympia                         | Легкоатлет                   |
| 2008         | ф   | Найти Аманду                        | Finding Amanda                         | Грег                         |
| 2008         | ф   | Жнец                                | Reaper                                 | Иисус                        |
| 2008         | ф   | Сумерки                             | Twilight                               | Карлайл Каллен               |
| 2009         | ф   | Сумерки. Сага. Новолуние            | The Twilight Saga: New Moon            | Карлайл Каллен               |
| 2009—2013    | с   | Сестра Джеки                        | Nurse Jackie                           | Фитч Купер («Доктор Куп»)    |
| 2010         | ф   | Сумерки. Сага. Затмение             | The Twilight Saga: Eclipse             | Карлайл Каллен               |
| 2011         | ф   | Сумерки. Сага: Рассвет — Часть 1    | The Twilight Saga: Breaking Dawn part1 | Карлайл Каллен               |
| 2012         | ф   | Сумерки. Сага: Рассвет — Часть 2    | The Twilight Saga: Breaking Dawn part2 | Карлайл Каллен               |
| 2012         | ф   | Серб                                | Serbian                                | Джек                         |
| 2012         | ф   | Косяки                              | Loosies                                | Бобби                        |
| 2013         | с   | Хор                                 | Glee                                   | Руперт                       |
| 2013         | ф   | Галлоуз Хилл                        | Gallows Hill                           | Девид Рейнолдс               |
| 2013         | ф   | Морозилка                           | Freezer                                | Сем Гуров, детектив          |
| 2013         | ф   | Уолтер                              | Walter                                 | Джим                         |
| 2015         | с   | Американская одиссея                | American Odyssey                       | Питер Деккер                 |
| 2015—2016    | с   | Супергёрл                           | Supergirl                              | Максвелл Лорд                |
| 2017 — н. в. | с   | Спецназ города ангелов              | S.W.A.T.                               | Майкл Планк                  |
| 2019         | ф   | Обратный отсчёт                     | Countdown                              | Доктор Салливан              |
| 2020         | ф   | Час истины                          | The Vanished / Hour of Lead            | (актер, режиссер, сценарист) |